# Masereelfonds
Het Masereelfonds is een Vlaamse culturele non-profitorganisatie. Het Masereelfonds is vernoemd naar Frans Masereel en is een progressieve en linkse organisatie die met een kritische blik deelneemt aan maatschappelijke debatten, activiteiten houdt rond actuele thema's, vormingen aanbiedt, kunst promoot en bijdragen uit de menswetenschappen populariseert. Het fonds geeft elke drie maanden haar eigen tijdschrift uit, Aktief.
Gelijkaardige culturele organisaties uit andere politieke zuilen in Vlaanderen zijn het Davidsfonds, Vermeylenfonds, Willemsfonds en het Rodenbachfonds.

## Geschiedenis
Het Masereelfonds werd in 1971 opgericht door onder meer Jef Turf, Jan Debrouwere en Mark Braet. Leo Michielsen werd de eerste voorzitter. Tot 1978 was het Masereelfonds gelieerd aan de Belgische Kommunistische Partij, maar het is nu een progressieve culturele en onafhankelijke organisatie.

## Structuur

### Voorzitters
| Tijdspanne   | Voorzitter       |
| ------------ | ---------------- |
| 1971 - 1978  | Leo Michielsen   |
| 1978 - 1995  | Antoon Roosens   |
| 1995 - 2002  | Ludo Abicht      |
| 2002 - 2014  | Gerlinda Swillen |
| 2014 - 2016  | Jan Reynaers     |
| 2017 - heden | Karim Zahidi     |

## Paul Verbraekenlezingen
Sinds 2005 organiseert het Masereelfonds met Charta 91 en het Zuiderpershuis jaarlijks een lezing ter ere van Paul Verbraeken, waarvan VUB Press steeds een boekje uitbrengt.
- 2006: Marc Spruyt
- 2007: Marcel van der Linden
- 2008: Tariq Ali
- 2009: Jan Blommaert
- 2010: Karel Arnaut
- 2011: Eva Brems
- 2012: Paul Verhaeghe
- 2013: Chantal Kesteloot
- 2014: Patrick Loobuyck
- 2015: Anne Winter
- 2016: Willem Schinkel
- 2017: Nadia Fadil
- 2018: Eric Corijn
- 2019: Vincent Scheltiens
- 2020: Erik Swyngedouw
- 2021: Sarah De Boeck
- 2022: Anton Jäger
- 2023: Tom Lanoye
- 2024: Rudi Laermans
- 2025: Stijn Oosterlynck